# Poligono di Tiro Umberto I
Der Poligono di tiro Umberto I ist ein Schießstand in der italienischen Hauptstadt Rom.

## Geschichte
Im Rahmen der Olympischen Sommerspiele 1960 wurde der Poligono di tiro Umberto I saniert. Der Architekt Maurizio Clerici war für diesen Umbau zuständig. Dabei wurden zwei Bereiche mit einer Größe von jeweils 88 × 56 Metern entwickelt. Einer davon wurde für die Wettbewerbe über 50 Meter errichtet und verfügte nach dem Umbau über 40 Schießbahnen. Hinter den Zielen wurde eine Betonwand errichtet. Dahinter befand sich der zweite Bereich der Anlage, wo die Wettkämpfe über 25 Meter sowie das Pistolenschießen des Modernen Fünfkampfs ausgetragen wurden.
Inzwischen wird die Sportstätte von der Tiro a Segno Nazionale di Roma benutzt.